# Juan Cayasso
Juan Arnoldo Cayasso Reid (Limón, 24 de junho de 1961) é um ex-futebolista costarriquenho que atuava como meia ou atacante, considerado um dos melhores atletas de seu país nas décadas de 1980 e 1990. É atualmente diretor-esportivo do Limón Black Star, clube da segunda divisão nacional.

## Carreira em clubes
Revelado pela Alajuelense, Cayasso jogou 6 temporadas por La Liga - estreou profissionalmente em julho de 1981 e marcou seu primeiro gol como profissional em abtil de 1982. Entre 1988 e 1990, jogou pelo Saprissa (maior rival da Alajuelense), tendo conquistado 5 de seus 8 títulos na carreira profissional (4 Campeonatos Costarriquenhos e uma Liga dos Campeões da CONCACAF), tendo ainda uma segunda passagem por La S entre 1993 e 1995. 

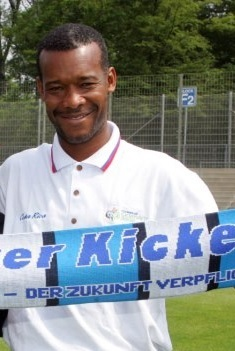
Cayasso no Stuttgart Kickers

Jogou ainda 2 temporadas no Stuttgarter Kickers antes de voltar ao futebol costarriquenho em 1992, defendendo Carmelita (também 2 passagens), Turrialba, Belén e Goicoechea, marcando seu centésimo gol na primeira divisão do futebol costarriquenho em março de 1998. Em novembro de 2000, 5 meses após deixar o Carmelita, Cayasso fez um jogo de despedida dos gramados, aos 39 anos.

## Seleção
Cayasso estreou pela Seleção Costarriquenha em maio de 1983, na vitória por 3 a 2 sobre Honduras, em jogo válido pelo torneio classificatório para as Jogos Olímpicos do ano seguinte. Disputou a Copa do Mundo de 1990, sendo ainda o responsável pelo primeiro gol dos Ticos na história da competição, que também deu a vitória sobre a Escócia na fase de grupos.
Seu último torneio foi a Copa Ouro da CONCACAF de 1993, fazendo sua despedida do futebol de seleções na disputa pelo terceiro lugar contra a Jamaica. Em uma década de carreira internacional, El Nene atuou em 49 jogos e marcou 9 gols.

## Fora do futebol
Depois da aposentadoria, Cayasso seguiu a carreira de treinador, comandando El Roble (período desconhecido) e Limonense (2005), onde também trabalharia como diretor e administrador. Em setembro de 2022, assumiu a função de diretor-esportivo do Limón Black Star, equipe da segunda divisão do Campeonato Costarriquenho.

## Vida pessoal
É pai de José, Naomi (filhos de seu primeiro casamento com Marta Zamora) e Juan Gabriel Cayasso (nascido em 2001) e primo de Joshua Cayasso (que, assim como Juan Gabriel, também segue a carreira futebolística).

## Títulos
Alajuelense
- Campeonato Costarriquenho: 1982–83, 1983–84
- Liga dos Campeões da CONCACAF: 1986

Saprissa
- Campeonato Costarriquenho de Futebol: 1988–89, 1993–94, 1994–95
- Liga dos Campeões da CONCACAF: 1993